# Evangelische Stadtkirche (Leonberg)

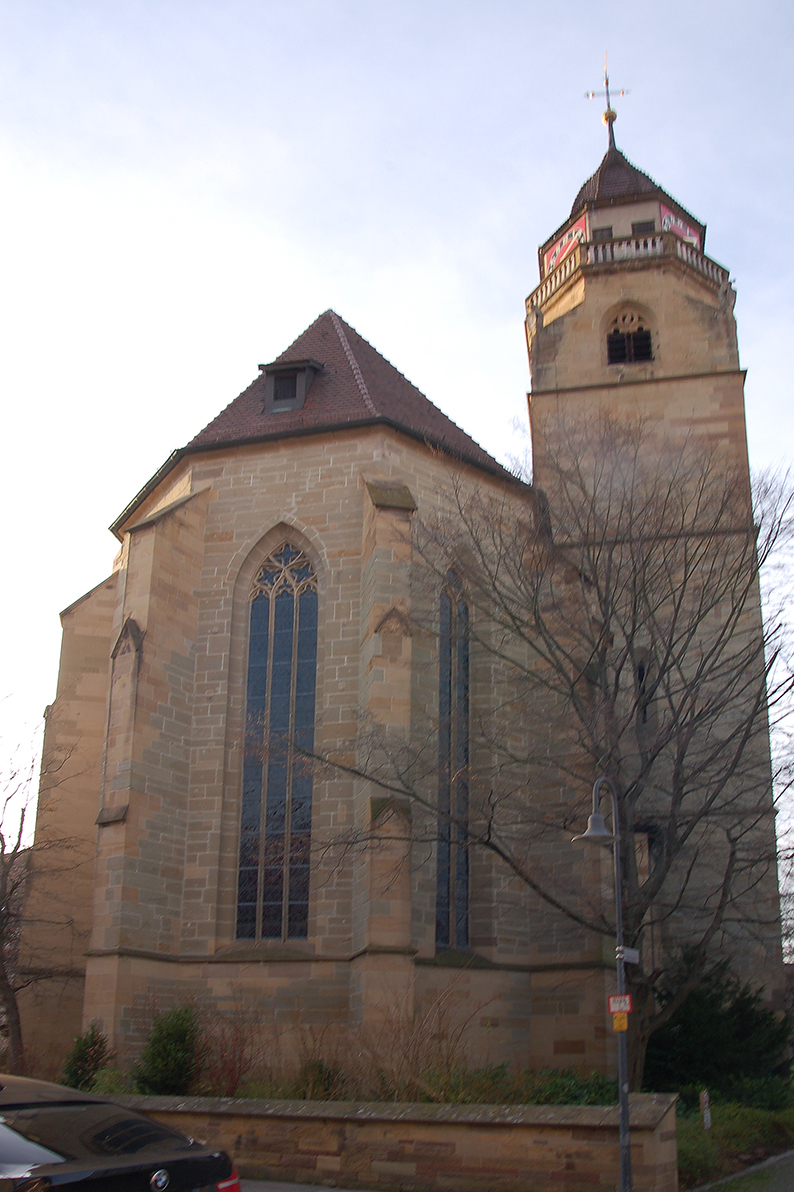
Evangelische Stadtkirche Leonberg

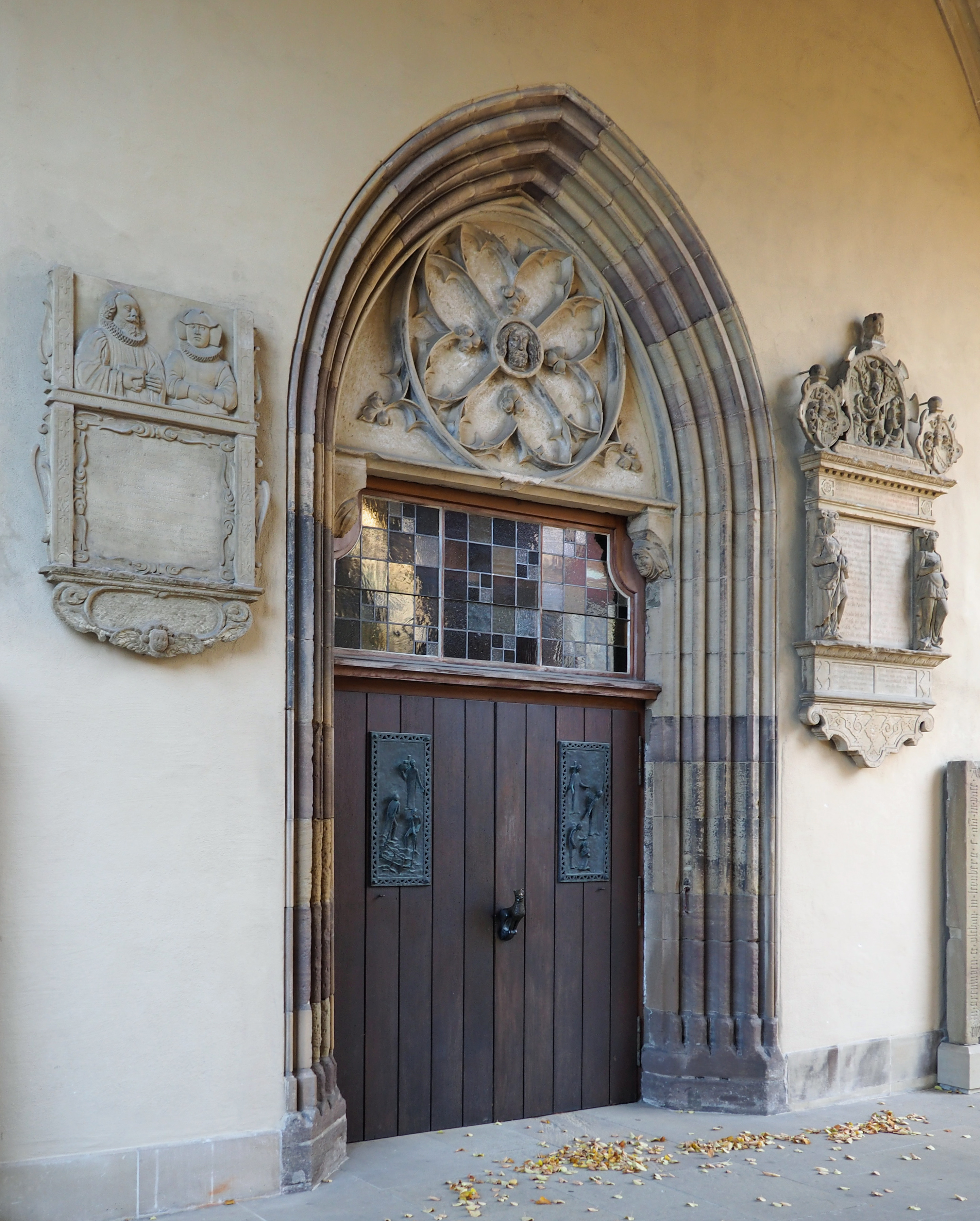
Eingang der Stadtkirche

Die Evangelische Stadtkirche Leonberg ist ein evangelisches Kirchengebäude in Leonberg. Die dreischiffige Basilika wurde in mehreren Abschnitten gebaut, beginnend vermutlich bereits kurz nach der Stadtgründung im 13. Jahrhundert. Sie gehört zur Kirchengemeinde Leonberg-Nord im Kirchenbezirk Leonberg der Evangelischen Landeskirche in Württemberg.

## Baugeschichte
Bereits im Zuge der Stadtgründung um das Jahr 1250 wurde am Standort der Stadtkirche ein erster Kirchbau errichtet, als Filialkirche von St. Michael in Dilgshausen.
Der Bau der heutigen Kirche begann um das Jahr 1300. Zunächst wurde das Mittelschiff im romanischen Stil errichtet. Später wurden dann die romanischen Rundbögen der Arkaden des Mittelschiffs jeweils mit einem gotischen Spitzbogenabschluss versehen. Es folgten zu Beginn des 15. Jahrhunderts die gotische Vorhalle mit Portal und Ende des 5. Jahrhunderts der kreuzrippengewölbte gotische Chor. Die flachgedeckte gotische Basilika ist von steilem Querschnitt geprägt. Im Langhaus sitzen fünf gekehlte Spitzbogenarkaden auf achteckigen Pfeilern, die Fenster sind teilweise noch klein und schmal. Der gewölbte Chor enthält zwei schmale rechteckige Joche und einen 5/8-Schluss. Die Kirche wurde nun dem Hl. Johannes der Täufer geweiht. Ende des 15. Jahrhunderts entstanden auch die Marienkapelle am verbreiterten Ostende des nördlichen Seitenschiffs sowie der Sakristeianbau (ursprünglich ohne Außenzugang). Der Turm hat einen quadratischen Querschnitt mit 7 Metern Seitenlänge und bis zu 1,70 Meter dicken Mauern. 1574 wurde der ursprünglich dreigeschossige nördliche Chorseitenturm um zwei Geschosse auf 41,25 Meter erhöht; es entstanden der Turmumgang, die glockenförmige Dachhaube und die vier Löwen von Jeremias Schwartz. 1680 wurde der Innenraum umgestaltet und mit barocken Stilelementen ausgestattet, u. a. dem Altar und der Kanzel. „Eine mächtige Kanzel wurde an der Nordseite des Mittelschiffs aufgestellt. Mit ihrer Größe und in ihrer prächtigen Gestaltung soll sie die Bedeutung der Wortverkündigung unterstreichen. So enthält der hohe, reich verzierte Schalldeckel neben der Jahreszahl 1682 das Wort: Selig sind, die Gottes Wort hören und bewahren. Die Figur des Auferstandenen, die das Ganze krönt, weist darauf hin, dass Christus selbst in der Predigt zu Wort kommen soll. Die Bankreihen wurden umgruppiert und mit Seitenorientierung auf die Kanzel ausgerichtet.“ Somit war die Stadtkirche seit 1682 eine Querkirche, die auch mit Seiten-, West- und Choremporen ausgestattet wurde.
In den Jahren 1962 und 1963 fand unter Leitung des Architekten Prof. Paul Heim eine grundlegende Umgestaltung und Neufassung der Kirche statt, wobei die Querausrichtung zugunsten einer Längsausrichtung des Gestühls aufgegeben, die Seiten- und Chorempore entfernt, die Barockkanzel südlich an den Chorbogen versetzt und auch ein neues Maßwerkfenster im südlichen Seitenschiff eingebaut wurde.

## Ausstattung

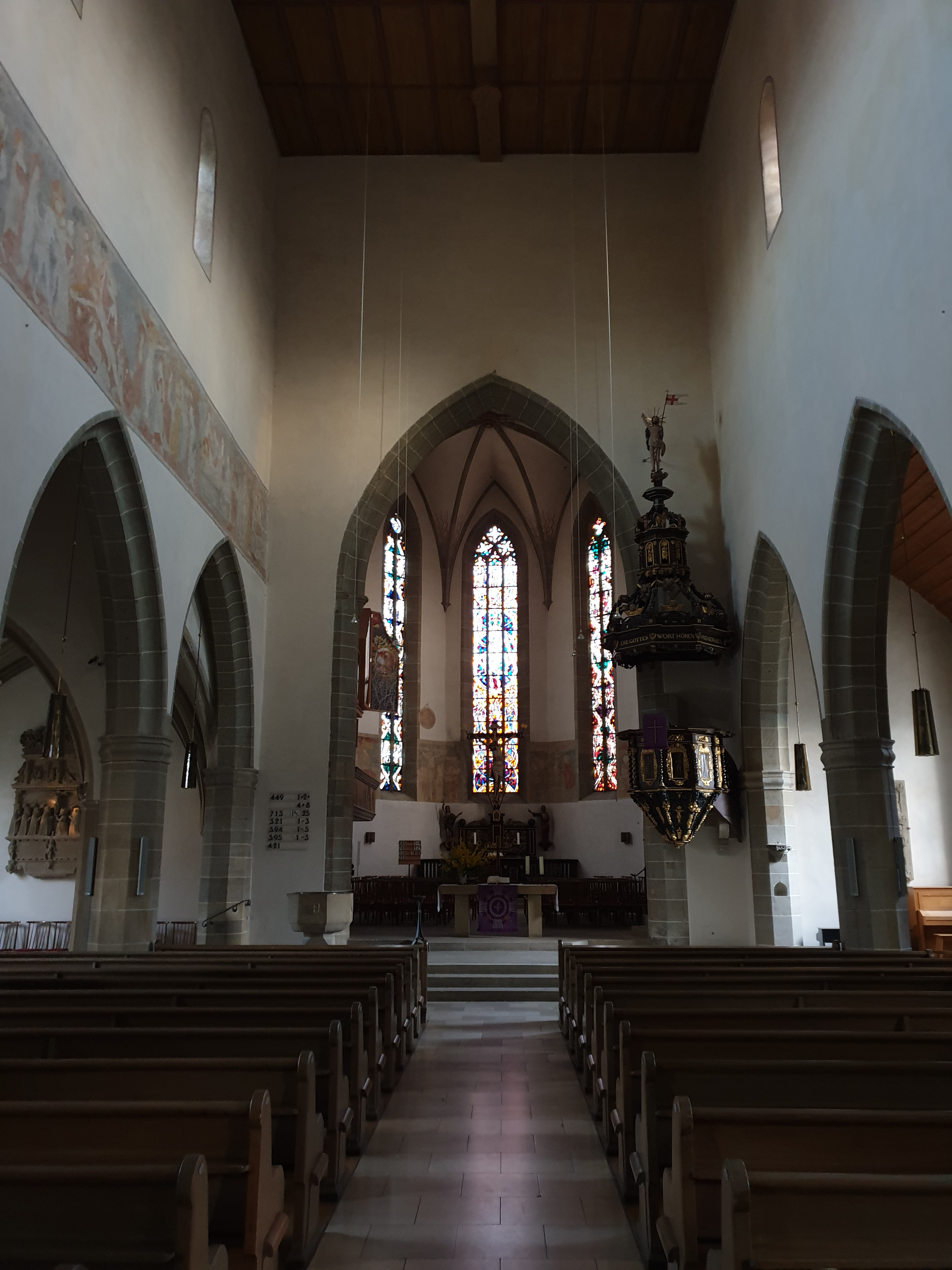
Innenansicht

„Ein zentrales Bildwerk [im Chor] ist das vollplastische Kruzifix aus dem Jahr 1350, es zeigt Christus im Zeichen von Marter und Tod, links davon Johannes der Täufer im Fellgewand, rechts Jesaja als bärtige Gestalt, beide Propheten stammen aus dem Jahr 1680. Über den Figuren ein schöner Freskenfries (15. Jhd). Er gibt Szenen aus dem Leben Johannes des Täufers wieder, v. rechts: Ankündigung der Geburt Johannes des Täufers, Taufe Christi, Kreuzigung, Enthauptung. Diese dramatische Szene stellt den Moment der Übergabe des Hauptes an Königin Herodias dar.“ Die Stadtkirche enthält zahlreiche Grabdenkmäler von Personen der Ehrbarkeit Leonbergs aus der Zeit zwischen 1570 und 1650. Die Denkmäler wurden von Jeremias Schwartz und Söhnen geschaffen, als lebensgroße Figuren bzw. als Beter unter dem Kruzifix. Sie beeindruckt auch durch ihre reichverzierte, spätgotische Holzdecke und Wandmalereien des frühen 17. Jahrhunderts, am südlichen Chorbogen die Barockkanzel mit wuchtigem Schalldeckel, bekrönt von Christus mit der Siegesfahne, sowie Glasgemälde aus dem 20. Jahrhundert. Von Ulrich Henn gibt es nach 1965 auf der Westportal-Tür die Reliefs Jesus beruft Fischer zu Menschenfischern und Aussendung der Jünger: „Gehet hin in alle Welt und machet zu Jüngern alle Völker“.

## Glasmalerei
Für das Chor-Mittelfenster Ost hat Rudolf Yelin der Jüngere 1963  die Motive Zerstörung Babylons, Hl. Michael, Thronender Christus mit Segensgeste und Himmlisches Jerusalem entworfen. Das Fenster wurde, wie auch die anderen, in der Stuttgarter Werkstatt V. Saile gefertigt.
Das Chorfenster Nordost schuf Adolf Valentin Saile 1963 in seiner Werkstatt (Motive: Abendmahl, Auferweckung der Tochter des Jairus, Heilung des Gichtbrüchigen, Heilung des Blinden und Speisung der 5000).
Das Chorfenster Nord von 1964 stammt von Wolf-Dieter Kohler mit Motiven aus dem Leben von Johannes dem Täufer (von unten nach oben): Namensgebung durch den verstummten Zacharias; Taufe am Jordan; Botschaft Jesu an den gefangenen Täufer: Die Blinden sehen, die Lahmen gehen, die Aussätzigen werden rein, Tote stehen auf, und den Armen wird das Evangelium verkündigt.
Ebenfalls von Wolf-Dieter Kohler ist das Chorfenster Südost mit dem Gebet Jesu im Garten Gethsemane, die Verleugnung des Petrus, Folterung Christi, Christus vor Pilatus und die Kreuzaufrichtung.
Das Chorfenster Süd haben R. Yelin d. J. und A.V. Saile 1963  gemeinsam geschaffen: Märtyrer der Kirche: Stephanus, Paulus und Silas und Johannes, der nach Patmos verbannte Seher mit seiner Vision vom Lamm auf dem Thron und der großen Schar. die niemand zählen konnte.

## Glocken
Im Kirchturm der Leonberger Stadtkirche hängen vier Glocken, deren kleinste, die Vaterunserglocke von einem namentlich nicht bekannten lothringischen Gießer in Leonberg gegossen wurde.davon eine historische aus dem Jahre 1312: Die anderen drei wurden 1949 von der Glockengießerei Heinrich Kurtz in Stuttgart geschaffen.
| Glocke | Name                  | Durchmesser | Gewicht ca. | Schlagton |
| ------ | --------------------- | ----------- | ----------- | --------- |
| 1      | Dominica              | 1465 mm     | 2500 kg     | cis′      |
| 2      | Betglocke             | 1263 mm     | 2000 kg     | e′        |
| 3      | Zwölferin/Kreuzglocke | 1080 mm     | 1400 kg     | fis′      |
| 4      | Vaterunserglocke      | –           | 0550 kg     | a′        |

## Orgel
Die wohl erste Orgel wurde im Jahre 1593, über ein halbes Jahrhundert nach Einführung der Reformation, im Chor vor den Maßwerkfenster auf einer Empore mit geschnitzten Ständern aufgestellt. Diese Empore wurde mit der Orgel bei der Umgestaltung der Stadtkirche 1962/63 ebenso entfernt wie die Emporen in den Seitenschiffen. Stattdessen wurde im Jahr 1965 eine neue seitliche Chororgel gestiftet. Die Malerei des linken Orgeltürflügels schildert das biblische Thema „Drei Männer im Feuerofen“, der rechte Flügel zeigt das „Lamm im brennen-den Dornbusch“. Die expressiv gemalten Motive von Hans Gottfried von Stockhausen sollen auch ein Mahnmal gegen Krieg sein und erinnern ebenso an das Feuer brennender Städte durch Bombenangriffe. Die neue Hauptorgel fand ihren Platz auf der Westempore. Sie wurde 1964 von der Orgelbaufirma Walcker erbaut. Dieses Instrument soll durch einen Neubau mit 52 Registern und einem Effektregister auf drei Manualwerken und Pedal ersetzt werden. In der neuen Orgel sollen einige Register der Walcker-Orgel wiederverwendet werden. Das Instrument soll auf die erste Empore gestellt werden und in Teilen auch auf der zweiten Empore, die zu diesem Zweck auf den Zustand vor 1964 zurückgebaut werden soll.